# Csillag Születik (ötödik évad)
A Csillag Születik! ötödik évada, 2025-ben kerül képernyőre az RTL-en.
Az X-Faktor negyedik évadának ötödik élő show-jában jelentették be, hogy 2014-ben elindul a Csillag Születik! következő évada, azonban 2014 februárjában a csatorna bejelentette, hogy a kevés tehetséges jelentkező miatt nem indul el a műsor.
Miller Dávid és Pápai Joci az X-Faktor 12. évadának döntőjében bejelentették, hogy 13 év után visszatér a Csillag Születik!, amivel egyidőben a jelentkezés is elkezdődött.

## Készítők

### A műsorvezetők
2025. május 7-én a Fókuszban bejelentették, hogy a két műsorvezető Istenes Bence és Puskás-Dallos Péter lesz.

### A zsűri
2025. május 20-án, a Fókuszban bejelentették, hogy az új évad egyik zsűritagja ByeAlex lesz, aki 2016 és 2022 között az X-Faktor mentora volt.
2025. május 22-én bejelentették az évad második ítészét, Molnár Áron vajdasági magyar színészt.
2025. május 27-én bejelentették, hogy az évad harmadik zsűritagja Köllő Babett lesz, aki 2021 és 2023 között a rivális TV2-n futó Sztárban sztár leszek! mestere volt.
2025. május 29-én bejelentették, hogy a negyedik zsűritag Geszti Péter lesz, aki az X-Faktor első négy évadának mentora volt. Ez azt jelenti, hogy ez lesz az első évad, ahol három férfi és egy nő van a zsűriben.